# 弥生町 (横浜市)
弥生町（やよいちょう）は、神奈川県横浜市中区の町名。現行行政地名は弥生町1丁目から弥生町5丁目（字丁目）。住居表示未実施区域。

## 地理
中区の北西部に位置し、東西に細長く設定されている。西と北に曙町、東に長者町、1丁目の南に山吹町、2丁目の南に南区永楽町、3丁目の南に南区真金町、4丁目と5丁目の南に南区高根町と接している。

## 歴史

### 沿革
- 1928年（昭和3年）9月1日 - 駿河町の全域と足曳町、雲井町、南吉田町の各一部を分離し、弥生町を新設[6]。

### 治安・風紀の維持
2022年（令和4年）11月1日、神奈川県は弥生町1丁目、同2丁目および同3丁目を神奈川県暴力団排除条例に基づき暴力団排除特別強化地域に指定。

## 世帯数と人口
2025年（令和7年）6月30日現在（横浜市発表）の世帯数と人口は以下の通りである。
| 丁目        | 世帯数    | 人口    |
| ----------- | --------- | ------- |
| 弥生町1丁目 | 333世帯   | 438人   |
| 弥生町2丁目 | 264世帯   | 365人   |
| 弥生町3丁目 | 344世帯   | 538人   |
| 弥生町4丁目 | 229世帯   | 276人   |
| 弥生町5丁目 | 181世帯   | 260人   |
| 計          | 1,351世帯 | 1,877人 |

### 人口の変遷
国勢調査による人口の推移。
| 年                 | 人口  |
| ------------------ | ----- |
| 1995年（平成7年）  | 854   |
| 2000年（平成12年） | 1,196 |
| 2005年（平成17年） | 1,407 |
| 2010年（平成22年） | 1,348 |
| 2015年（平成27年） | 1,528 |
| 2020年（令和2年）  | 1,648 |

### 世帯数の変遷
国勢調査による世帯数の推移。
| 年                 | 世帯数 |
| ------------------ | ------ |
| 1995年（平成7年）  | 495    |
| 2000年（平成12年） | 773    |
| 2005年（平成17年） | 878    |
| 2010年（平成22年） | 861    |
| 2015年（平成27年） | 960    |
| 2020年（令和2年）  | 1,108  |

## 学区
市立小・中学校に通う場合、学区は以下の通りとなる（2024年11月時点）。
| 丁目        | 番・番地等 | 小学校               | 中学校                 |
| ----------- | ---------- | -------------------- | ---------------------- |
| 弥生町1丁目 | 全域       | 横浜市立本町小学校   | 横浜市立横浜吉田中学校 |
| 弥生町2丁目 | 全域       | 横浜市立本町小学校   | 横浜市立横浜吉田中学校 |
| 弥生町3丁目 | 全域       | 横浜市立南吉田小学校 | 横浜市立横浜吉田中学校 |
| 弥生町4丁目 | 全域       | 横浜市立南吉田小学校 | 横浜市立横浜吉田中学校 |
| 弥生町5丁目 | 全域       | 横浜市立南吉田小学校 | 横浜市立横浜吉田中学校 |

## 事業所
2021年現在の経済センサス調査による事業所数と従業員数は以下の通りである。
| 丁目        | 事業所数  | 従業員数 |
| ----------- | --------- | -------- |
| 弥生町1丁目 | 12事業所  | 38人     |
| 弥生町2丁目 | 76事業所  | 947人    |
| 弥生町3丁目 | 13事業所  | 56人     |
| 弥生町4丁目 | 12事業所  | 216人    |
| 弥生町5丁目 | 5事業所   | 14人     |
| 計          | 118事業所 | 1,271人  |

### 事業者数の変遷
経済センサスによる事業所数の推移。
| 年                 | 事業者数 |
| ------------------ | -------- |
| 2016年（平成28年） | 115      |
| 2021年（令和3年）  | 118      |

### 従業員数の変遷
経済センサスによる従業員数の推移。
| 年                 | 従業員数 |
| ------------------ | -------- |
| 2016年（平成28年） | 1,146    |
| 2021年（令和3年）  | 1,271    |

## 交通
- 横浜市営地下鉄 (ブルーライン)
  - 阪東橋駅

## 施設
- 伊勢佐木警察署 横浜橋交番

## その他

### 日本郵便
- 郵便番号：231-0058[3]（集配局：横浜港郵便局[17]）

### 警察
町内の警察の管轄区域は以下の通りである。
| 丁目        | 番・番地等 | 警察署         | 交番・駐在所 |
| ----------- | ---------- | -------------- | ------------ |
| 弥生町1丁目 | 全域       | 伊勢佐木警察署 | 横浜橋交番   |
| 弥生町2丁目 | 全域       | 伊勢佐木警察署 | 横浜橋交番   |
| 弥生町3丁目 | 全域       | 伊勢佐木警察署 | 横浜橋交番   |
| 弥生町4丁目 | 全域       | 伊勢佐木警察署 | 横浜橋交番   |
| 弥生町5丁目 | 全域       | 伊勢佐木警察署 | 横浜橋交番   |